# Amblyglyphidodon leucogaster
Amblyglyphidodon leucogaster là một loài cá biển thuộc chi Amblyglyphidodon trong họ Cá thia. Loài này được mô tả lần đầu tiên vào năm 1847.

## Từ nguyên
Từ định danh của loài được ghép bởi hai từ trong tiếng Latinh: leuco- ("trắng") và gaster ("bụng"), hàm ý đề cập đến vệt màu vàng trên bụng chuyển thành trắng khi ngâm mẫu vật trong rượu.

## Phân loại học
Quần thể của A. leucogaster trước đây được cho là trải dài từ Biển Đỏ đến quần đảo Samoa với nhiều biến thể kiểu màu tùy theo khu vực địa lý. Tuy nhiên, các nghiên cứu chỉ ra rằng, quần thể này là một phức hợp bao gồm 4 loài:
- A. leucogaster thực sự chỉ giới hạn ở rìa đông của Ấn Độ Dương và một phần Tây Thái Bình Dương.
- Amblyglyphidodon orbicularis tại Samoa, Fiji và Nouvelle-Calédonie.
- Amblyglyphidodon indicus tại Biển Đỏ và hầu hết Ấn Độ Dương.
- Amblyglyphidodon melanopterus tại Tonga.

## Phạm vi phân bố và môi trường sống
A. leucogaster được ghi nhận tại quần đảo Cocos (Keeling) và đảo Giáng Sinh, cũng như các rạn san hô vòng ngoài khơi Tây Úc, trải dài về phía đông đến hầu hết vùng biển các nước Đông Nam Á và một số các đảo quốc, quần đảo thuộc châu Đại Dương (xa nhất là đến quần đảo Caroline, quần đảo Marshall và Vanuatu), ngược lên phía bắc đến quần đảo Ryukyu (Nhật Bản), giới hạn phía nam đến rạn san hô Great Barrier. A. leucogaster cũng đã được ghi nhận tại Lakshadweep (Ấn Độ), mở rộng phạm vi của loài này về phía tây.
A. leucogaster sống gần những rạn san hô ngoài khơi và trong các đầm phá ở độ sâu đến ít nhất là 45 m.

## Mô tả
A. leucogaster có chiều dài cơ thể tối đa được biết đến là 13 cm. Cơ thể của A. leucogaster ánh màu bạc; bụng và vây bụng màu vàng tươi. Rìa của vây hậu môn và vây lưng cùng rìa trên và dưới của vây đuôi có màu đen. Gốc vây ngực có một vết đen.
Số gai ở vây lưng: 13; Số tia vây ở vây lưng: 12–13; Số gai ở vây hậu môn: 2; Số tia vây ở vây hậu môn: 12–14; Số tia vây ở vây ngực: 16–18; Số vảy đường bên: 14–17; Số lược mang: 24–30.

## Sinh thái học
Thức ăn của A. leucogaster là các loài giáp xác nhỏ, trứng cá và tảo. Chúng sống đơn độc hoặc hợp thành từng nhóm nhỏ. Trứng của loài này được dính chặt vào nền tổ (trên các san hô), được cá đực bảo vệ và chăm sóc.